# 2335 James
2335 James (1974 UB) là một tiểu hành tinh bay qua Sao Hỏa được phát hiện ngày 17 tháng 10 năm 1974 bởi E. F. Helin ở Palomar.